# Turricula (gastrópode)
Turricula é um gênero de gastrópodes pertencente a família Clavatulidae.

## Espécies
- Turricula aethiopica (Thiele, 1925)
- Turricula amplisulcus (Barnard, 1958)
- †Turricula beamensis M.A. Peyrot, 1925
- †Turricula belgica (G.G. Münster, 1826)
- †Turricula beyrichi (R.A. Philippi, 1846)
- †Turricula brevicauda (Deshayes, 1834)[3]
- Turricula ceylonica (Smith E. A., 1877)
- Turricula faurei (Barnard, 1958)
- Turricula gemmulaeformis (Thiele, 1925)
- Turricula granobalteus (Hedley, 1922)
- Turricula javana (Linnaeus, 1767)
- Turricula navarchus (Melvill & Standen, 1903)
- Turricula nelliae (Smith E. A., 1877)
- Turricula profundorum (Smith E. A., 1896)
- Turricula sulcicancellata (Barnard, 1958)
- Turricula sumatrana (Thiele, 1925)
- Turricula thurstoni (Smith E. A., 1896)
- Turricula tornata (Dillwyn, 1817)
- Turricula turriplana (Sowerby III, 1903)
- †Turricula dimidiata Brocchi, 1814[4]
- †Turricula eolavinia Olsson, 1930
- †Turricula excelsa Bohm, 1926
- †Turricula hanguensis Cox, 1930
- †Turricula haydeni Cox, 1930
- †Turricula kayalensis Dey, 1961
- †Turricula promensis silistrensis Vredenburg, 1921
- †Turricula promensis Vredenburg, 1921
- †Turricula sethuramae Vredenburg, 1921
- †Turricula spuria Hedley, 1922
- †Turricula taurina Olsson, 1922
- †Turricula terryi Olsson, 1922
- †Turricula thangaensis Vredenburg, 1921
- †Turricula wanneri (Tesch, 1915)

Species brought into synonymy
- Turricula bijubata (Reeve, 1843): sinônimo de Turridrupa bijubata (Reeve, 1843)
- Turricula brunonia Dall, 1924: sinônimo de Veprecula brunonia (Dall, 1924)
- Turricula cadaverosa (Reeve, 1844): sinônimo de Vexillum cadaverosum (Reeve, 1844)
- Turricula casta H. Adams, 1872: sinônimo de Vexillum castum (H. Adams, 1872)
- Turricula ensyuensis Shikama, 1977: sinônimo de Comitas ensyuensis (Shikama, 1977)
- Turricula flammea Schumacher, 1817: sinônimo de Turricula javana (Linnaeus, 1767)
- Turricula granobalteatus [sic]: sinônimo de Turricula granobalteus (Hedley, 1922)
- Turricula hondoana Dall, 1925: sinônimo de Aforia circinata (Dall, 1873)
- Turricula kamakurana (Pilsbry, 1895): sinônimo de Comitas kamakurana (Pilsbry, 1895)
- Turricula kuroharai Oyama, 1962: sinônimo de Comitas kuroharai (Oyama, 1962)
- Turricula lavinia Dall, 1919: sinônimo de Ptychobela lavinia (Dall, 1919)
- Turricula lavinoides Olsson, 1922: sinônimo de Fusiturricula lavinoides (Olsson, 1922)
- Turricula libya Dall, 1919: sinônimo de Tiariturris libya (Dall, 1919)
- Turricula limonensis Olsson, 1922: sinônimo de Fusiturricula lavinoides (Olsson, 1922)
- Turricula murrawolga Garrard, 1961: sinônimo de Comitas murrawolga (Garrard, 1961)
- Turricula rectilateralis (G.B. Sowerby II, 1874): sinônimo de Vexillum suluense (A. Adams & Reeve, 1850)
- Turricula scalaria (Barnard, 1958): sinônimo de Makiyamaia scalaria (Barnard, 1958)
- Turricula tornatus [sic]: sinônimo de Turricula tornata (Dillwyn, 1817)
- Turricula tuberculata (Gray, 1839): sinônimo de Turricula nelliae spuria (Hedley, 1922)
- †Turricula waitaraensis Marwick, 1926: sinônimo de †Thatcheria waitaraensis (Marwick, 1926)

Further investigation needed
- Turricula catena (species inquirenda)